# Sinbad : La Légende des sept mers
Pour les articles homonymes, voir Sinbad.
Pour plus de détails, voir Fiche technique et Distribution.
Sinbad : La Légende des sept mers (Sinbad: Legend of the Seven Seas) est un film d'animation américain réalisé par Tim Johnson et Patrick Gilmore, produit par Jeffrey Katzenberg et sorti en 2003.
Le film est une adaptation de la légende persane Sinbad le Marin.

## Synopsis
Sinbad et son équipage de pirates tentent de voler le magique Livre de la paix comme dernière rançon avant de se retirer aux Îles Fidji. En abordant le bateau, Sinbad est surpris de voir que le Livre est emmené à Syracuse, en Sicile, par le prince Proteus, l'ancien meilleur ami du voleur. Sinbad tente tout de même de voler le livre mais est arrêté par l'attaque de Cétus, un monstre marin. Les deux anciens amis s'assemblent pour combattre le monstre, leur rappelant des souvenirs, mais quand la bête semble vaincue, Sinbad est emmené sous les eaux. Proteus tente de le sauver mais en est empêché par son équipage.
Sous l'eau, Sinbad est secouru par la séduisante Éris, déesse de la discorde, qui lui offre tout ce qu'il désire en échange du Livre de la paix. Sinbad et son équipage arrivent à Syracuse afin de voler le Livre, mais finissent par y renoncer. L'ayant anticipé, Éris prend l'apparence de Sinbad et vole le Livre. Sinbad est condamné à mort, mais Proteus décide de prendre sa place en attendant que Sinbad parte récupérer le Livre de la paix. Marina, la fiancée de Proteus, s'infiltre sur le bateau pour s'assurer que Sinbad y parvienne.
Marina convainc Sinbad, qui avait prévu de s'échapper en laissant Proteus mourir, de tenir la promesse faite à son ami. Pour les empêcher de parvenir à leurs fins, Éris envoie un groupe de sirènes entre des roches escarpées pour séduire les hommes du bateau, mais leur chant hypnotique n'atteint pas Marina, qui réussit à sauver l'équipage. Les héros font également face à une île qui se révèle être une énorme baudroie des abysses, puis à un rokh dans une mer de glace qui capture Marina, sauvée par Sinbad.
Pendant un moment de répit, Sinbad et Marina parlent à cœur ouvert : Marina lui avoue qu'elle a toujours rêvé de vivre au large et Sinbad révèle qu'il s'est distancié de Proteus dix ans auparavant à cause de son amour pour Marina. Ils arrivent finalement dans le Tartare, où Éris leur révèle que son plan était en vérité de mettre Proteus à la place de Sinbad qui, en abandonnant sa quête, le ferait exécuter, laissant Syracuse sans héritier. Éris accepte de donner le Livre de la paix à Sinbad s'il répond avec sincérité à la question : se livrerait-il à la mort à la place de son ami s'il devait rentrer à Syracuse sans le Livre de la paix ? Sinbad dit qu'il le ferait, mais Éris, sachant pertinemment qu'il ment, renvoie Sinbad et Marina dans le monde des mortels sans le Livre.
À Syracuse, les dix jours permis à Sinbad pour rapporter le Livre sont écoulés et Proteus est prêt à être exécuté. Au dernier moment, Sinbad arrive et prend sa place. Éris apparaît soudainement et sauve Sinbad de la mort. Choqué, Sinbad réalise qu'il a battu Éris en prouvant qu'il avait bien répondu à sa question. Éris est furieuse mais, ayant conclu un marché, donne le Livre de la paix à Sinbad.
La paix du monde est restaurée et Sinbad et son équipage se préparent pour un nouveau voyage, laissant Marina à Syracuse. Proteus voit que Marina est amoureuse de Sinbad et de la vie du large, et brise leur alliance afin qu'elle puisse être heureuse. Marina surprend Sinbad sur le bateau alors que l'équipage vient de partir, et les deux héros s'embrassent alors que l'équipage part vers l'horizon pour un nouveau voyage.

## Fiche technique
- Titre original : Sinbad: Legend of the Seven Seas
- Titre français : Sinbad : La Légende des sept mers
- Réalisation : Patrick Gilmore, Tim Johnson
- Scénario : John Logan
- Animation : Éric Bergeron
- Direction artistique : Seth Engstrom, David James
- Décors : Raymond Zibach
- Montage : Tom Finan
- Musique : Harry Gregson-Williams
- Production : Jeffrey Katzenberg, Mireille Soria
- Société de production : DreamWorks Animation
- Société de distribution : DreamWorks SKG et United International Pictures
- Budget : 60 000 000 $ (estimation)
- Format : Couleurs - 35 mm - 1,66:1 - DTS/Dolby Digital/SDDS
- Pays :  États-Unis
- Langue originale : Anglais
- Durée : 86 min.
- Dates de sortie :
  - États-Unis : 2 juillet 2003
  - France : 9 juillet 2003

## Distribution

### Voix originales
- Brad Pitt : Sinbad
- Catherine Zeta-Jones : Princesse (Lady) Marina
- Michelle Pfeiffer : Éris
- Joseph Fiennes : Prince Proteus
- Dennis Haysbert : Kale
- Adriano Giannini : Rat
- Timothy West : Roi Dymas
- Jennifer Seguin : Narrateur

### Voix françaises
- Patrick Bruel : Sinbad
- Monica Bellucci : Lady Marina
- Emmanuèle Bondeville : Éris
- Damien Ferrette : Prince Proteus
- Michel Ruhl : Roi Dymas
- Marc Alfos : Kale
- Éric Métayer : Le Rat
- Michel Prud'homme : Luca
- Emmanuel Curtil : Jin
- Jérémy Prévost : Li
- Pascal Casanova : Jed
- Emmanuel Garijo : Grum
- Richard Darbois : Chum
- Michel Papineschi : Garde de la tour
- Philippe Catoire : Guerrier Juge

Voix additionnellesMarc Perez, Jérôme Pauwels, Xavier Fagnon, Guillaume Lebon, Boris Rehlinger, Jean-Bernard Guillard, Cindy Tempez, Bernard Tixier, Fabien Jacquelin, Omar Yami, Alexis Victor, Michel Barbey, Fabien Briche, Lionel Tua, Céline Mauge, Benoît Allemane, Alain Courivaud, Igor De Savitch, Jean-Michel Farcy, Bernard Métraux, Laurent Morteau, Bernard Alane, Michel Vigné, Jean-Loup Horwitz, Gilles Morvan, Hervé Grull

## Marketing
Un jeu PC, basé sur le film, est commercialisé par Atari, qui travaille en étroite collaboration avec l'un des réalisateurs du film, Patrick Gilmore. Il a été commercialisé avant la sortie VHS et DVD du film. La chaîne Burger King commercialise aussi six jouets promotionnels au moment de la sortie du film. Hasbro produit une série de figurines Sinbad dans le cadre de sa marque de figurines GI Joe.

## Réception critique
Le film reçu un accueil mitigé de la part des critiques. Sur Rotten Tomatoes, 45 % de ses critiques lui ont donné une évaluation positive basé sur 121 avis. Metacritic a donné au film une cote de 48/100 basé sur 33 commentaires.

## L'île des cyclopes
L'île des cyclopes est un court-métrage d'animation interactif sur le DVD du film montrant la rencontre avec le cyclope éponyme.

## Autour du film
- Brad Pitt a remplacé Russell Crowe, occupé par un tournage sur un autre projet, pour doubler Sinbad.
- Éris et Proteus n'apparaissent dans aucun des sept contes de Sinbad.
- Sinbad est un film d'animation 2D/GO, tout comme Le Prince d'Égypte et La Route d'Eldorado. C'est le dernier en 2D.
- Christine Baranski a étudié avec la spécialiste en langue anglaise Patsy Rodenberg, afin d'abaisser son registre d'une octave[4]. Mais le rôle est par la suite allé à Michelle Pfeiffer, plus connue.
- Sinbad est le premier film produit complètement en utilisant le système d'exploitation GNU/Linux.